# Інцидент на трьохсотліття
«Інцидент на трьохсотліття» (англ. The Tercentenary Incident) — оповідання американського письменника Айзека Азімова, входить до збірок «Двохсотлітня людина та інші історії» (1976), «Все про роботів» (1982).

## Сюжет
4 липня 2076 на святкуванні трьохсотліття США, агент секретної служби Лоуренс Едвардс бачить як їхнього президента Вінклера, демагога та мисливця за голосами, у якого не було шансів переобратись на другий термін, перетворюють на хмарку диму із якоїсь невідомої зброї. Через кілька секунд він дивом з'являється на трибуні і виголошує найкращу в його житті промову.
За рахунок своїх наступних рішучих дій, президент Вінклер обирається на свій другий термін, під час якого набагато краще справляється зі своїми обов'язками.
Агент Едвардс звільняється зі служби і провадить приватне розслідування цього інциденту. Своїми результатами він ділиться з особистим секретарем президента Янеком. Едвардс розказує, що він знає про використання президентом робота-двійника для рутинної та небезпечної роботи, такої як участь в масових заходах. Та про існування секретної зброї — дезінтегратора, доступ до якої надається тільки особистим наказом президента.
Аналізуючи версію вбивства президентом свого робота-двійника, вони приходять до її суперечливості. Отже, все було саме навпаки.